# Relações entre Liechtenstein e Suíça

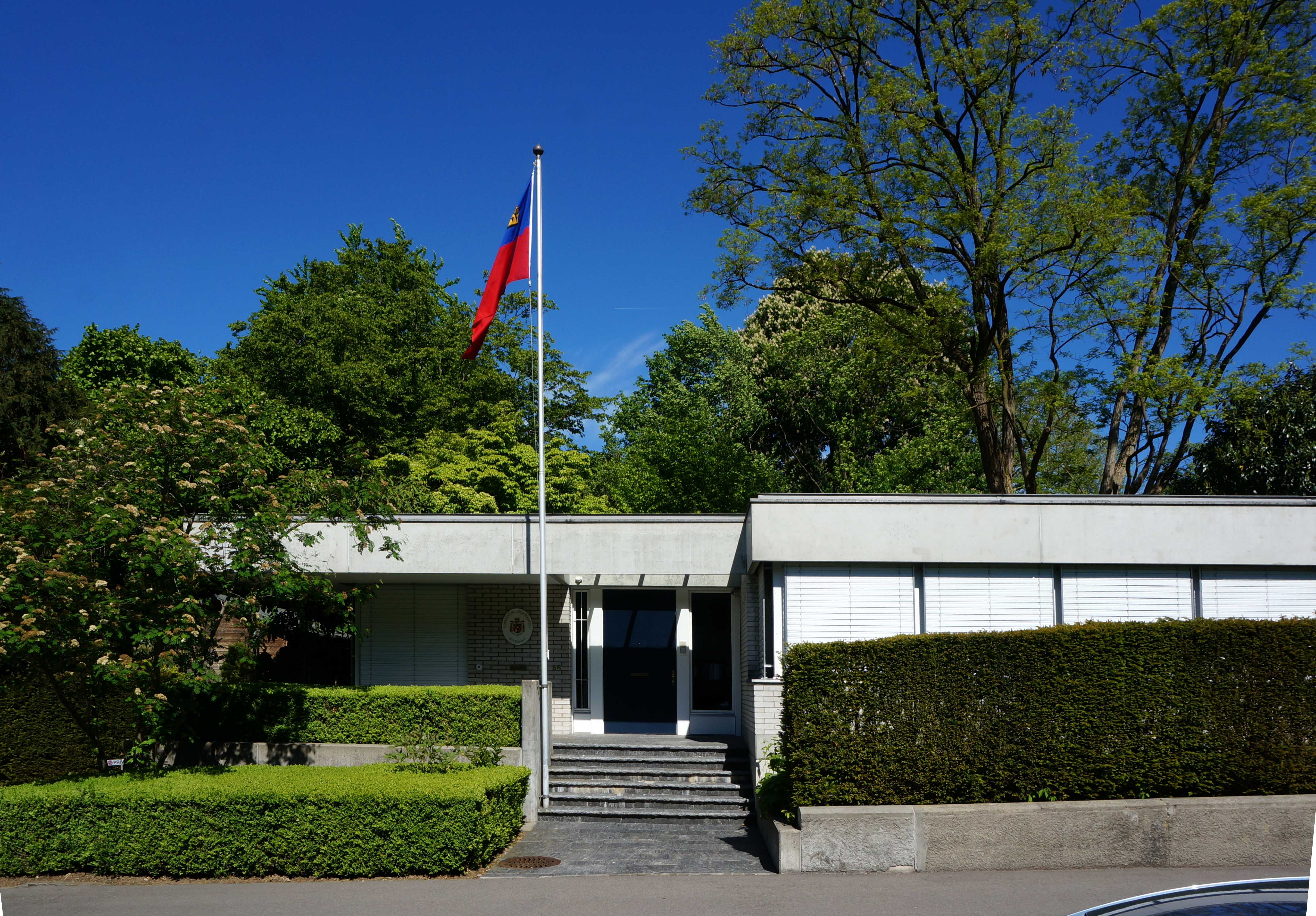
Embaixada do Liechtenstein em Berna, Suíça.

As relações diplomáticas e econômicas entre a Suíça e o Liechtenstein são próximas, com a Suíça aceitando o papel de salvaguardar os interesses de seu vizinho menor, o Liechtenstein.

## Cooperação

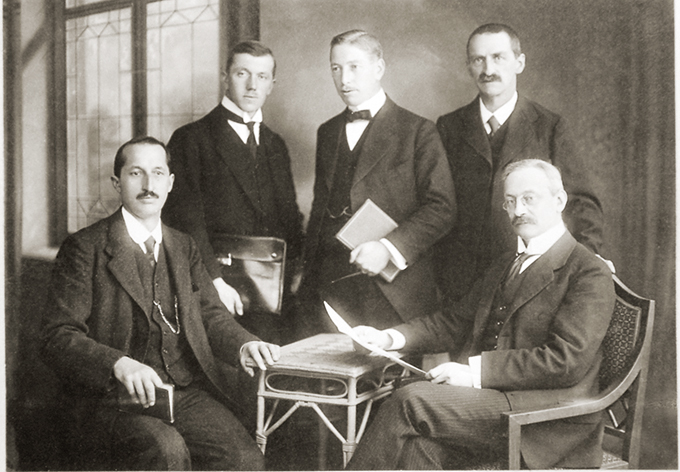
A delegação do Liechtenstein para as negociações da união aduaneira com a Suíça, 1920.

A pedido do governo do Liechtenstein em 1919, a Suíça salvaguarda desde então os interesses e cidadãos do principado no estrangeiro. Os dois países formam uma área econômica e monetária comum. O Liechtenstein usa o franco suíço desde 1920 e os dois países formam uma união aduaneira desde 1924, tendo fronteiras abertas. Ambos são agora também partes no Acordo de Schengen. Os países também têm um sistema de patentes comum. A Suíça tem o poder de celebrar tratados em nome do Liechtenstein se o Liechtenstein não estiver representado nas negociações do tratado; esse poder costuma ser exercido com tratados envolvendo direitos ou procedimentos aduaneiros. 
A proteção consular suíça é estendida aos cidadãos do Liechtenstein. A Suíça representa o Liechtenstein no exterior, a menos que eles escolham o contrário. Antes de o Liechtenstein se tornar membro da Associação Europeia de Comércio Livre, a Suíça representava os seus interesses nessa organização. 
Os dois também compartilham um idioma comum (alemão) e estão fora da União Europeia. O Liechtenstein confia na Suíça para a sua defesa nacional, uma vez que não possui exército próprio. Como a Suíça, o Liechtenstein mantém uma política de neutralidade. Os embaixadores em um país geralmente são credenciados no outro (o único embaixador residente no Liechtenstein é da Ordem Militar Soberana de Malta). 

## Incidentes envolvendo militares suíços

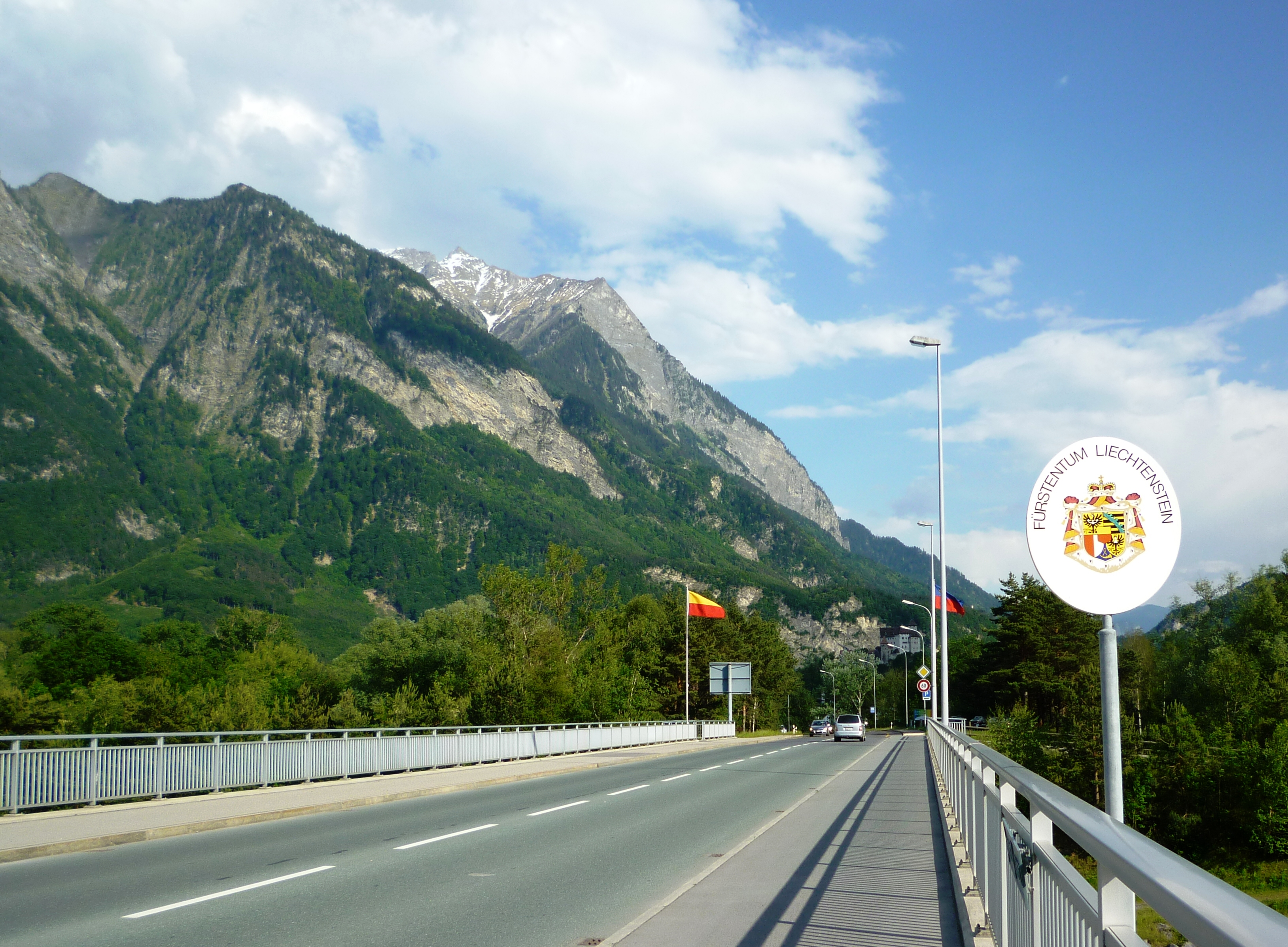
A fronteira aberta entre os dois países em Balzers e Trübbach

A Suíça tem um exército relativamente ativo devido ao recrutamento da população. Vários incidentes ocorreram durante treinamentos de rotina: 
- Em 14 de outubro de 1968,[4] cinco projéteis de artilharia suíça atingiram acidentalmente o único resort de esqui do Liechtenstein, Malbun. Os únicos danos registrados foram algumas cadeiras pertencentes a um restaurante ao ar livre.[5]
- Em 26 de agosto de 1976, pouco antes da meia-noite, 75 membros da milícia suíça erroneamente fizeram uma curva errada e entraram 500 metros no Liechtenstein em Iradug, em Balzers. Os liechtensteinenses teriam oferecido bebidas aos soldados suíços.
- Em 5 de dezembro de 1985, foguetes lançados pelo exército suíço aterrissaram no Liechtenstein, causando um incêndio na floresta. A compensação foi paga.
- Em 13 de outubro de 1992, seguindo ordens escritas, os cadetes do exército suíço, sem saber, cruzaram a fronteira e foram a Triesen para montar um posto de observação. Os comandantes suíços haviam ignorado o fato de Triesenberg não estar em território suíço. A Suíça pediu desculpas ao Liechtenstein pelo incidente.[6]
- Em março de 2007, uma companhia de 171 soldados suíços entrou erroneamente no Liechtenstein, pois estavam desorientados e deram uma guinada errada devido às más condições climáticas. As tropas retornaram ao território suíço antes de viajarem mais de 2 km para o país. As autoridades de Liechtenstein não descobriram a incursão e foram informadas pelos suíços após o incidente. O incidente foi desconsiderado pelos dois lados. Um porta-voz do Liechtenstein disse: "Não é como se eles invadissem com helicópteros de ataque. Não tem problema, essas coisas acontecem".[7][8]

## Tributação e tratados fiscais
A taxa padrão de IVA do Liechtenstein (Mehrwertsteuer) é idêntica à da Suíça, atualmente é de 7,7%. A taxa reduzida é de 2,5%. Uma taxa reduzida especial de 3,7% está em uso na indústria hoteleira.
Em julho de 2015, os dois países assinaram um novo acordo sobre dupla tributação, que entrou em vigor em dezembro de 2016, substituindo o anterior a partir de 1995. Surgiram algumas diferenças no imposto retido na fonte, mas a Suíça não concordou em introduzir essa prática aos residentes do Liechtenstein que trabalham na Suíça.
Em novembro de 2016, o parlamento do principado decidiu com uma grande maioria introduzir um acordo de troca automática de informações com 27 novos parceiros do tratado, incluindo a Suíça. A coleta de dados começou em 2018 e a troca eficaz de informações da conta está planejada para 2019. 